# Миколаївка (селище, Березівський район)
Миколаївка (до 01.02.1945 Миколаївка Друга) — селище у Березівському районі Одеської області України. Адміністративний центр Миколаївської селищної громади, колишній центр Миколаївського району.

## Населення

### Мова
Розподіл населення за рідною мовою за даними перепису 2001 року:
| Мова            | Кількість | Відсоток |
| --------------- | --------- | -------- |
| українська      | 3537      | 94.50%   |
| російська       | 128       | 3.42%    |
| румунська       | 30        | 0.80%    |
| вірменська      | 28        | 0.75%    |
| болгарська      | 12        | 0.32%    |
| гагаузька       | 3         | 0.08%    |
| білоруська      | 1         | 0.03%    |
| польська        | 1         | 0.03%    |
| німецька        | 1         | 0.03%    |
| інші/не вказали | 2         | 0.04%    |
| Усього          | 3743      | 100%     |

## Історія
В 1952 році в результаті Радянсько-польського обміну ділянками територій на територію села було насильно переселено мешканців сіл Бистре, Лип'я, Михновець Стрілківського району і сіл Видрине, Дашівка, Дверничок, Поляна, Рівня, Росохате, Росолин, Середнє Мале, Скородне, Лобізва, Телешниця Ошварова, Устянова, Хміль Нижньо-Устрицького району Дрогобицької області (нині територія Польщі).

## Постаті
- Бойченко Сергій Валерійович (* 1968) — український учений. Доктор технічних наук, професор.